# Jonathan Goes Country
Jonathan Goes Country je studiové album amerického hudebníka Jonathana Richmana. Vydáno bylo v roce 1990 společností Rounder Records a jeho producenty byli D. Clinton Thompson a Lou Whitney, členové kapely The Morells. Kromě autorských písní se na desce nachází také několik coververzí. Také se zde nachází nové verze písní z Richmanova alba Jonathan Sings! (1983). Album bylo nahráno ve městě Springfield v Missouri.

## Seznam skladeb
| Pořadí | Název                           | Autor                        | Délka |
| ------ | ------------------------------- | ---------------------------- | ----- |
| 1.     | Since She Started to Ride       | Jonathan Richman             | 2:31  |
| 2.     | Reno                            | Richman                      | 3:58  |
| 3.     | You're The One for Me           | Richman                      | 3:09  |
| 4.     | Your Good Girl's Gonna Go Bad   | Billy Sherrill, Glenn Sutton | 2:58  |
| 5.     | I Must Be King                  | Richman                      | 2:25  |
| 6.     | You're Crazy for Taking the Bus | Richman                      | 2:29  |
| 7.     | Rodeo Wind                      | R. Blaklee                   | 2:15  |
| 8.     | Corner Store                    | Richman                      | 2:59  |
| 9.     | The Neighbors                   | Richman                      | 2:42  |
| 10.    | Man Walks Among Us              | Marty Robbins                | 2:19  |
| 11.    | I Can't Stay Mad at You         | Gerry Goffin, Carole King    | 1:33  |
| 12.    | Satisfied Mind                  | Jack Rhodes, Red Hayes       | 1:52  |

## Obsazení
- Jonathan Richman – zpěv, kytara
- Ned Claflin – akordeon, doprovodné vokály
- Ned Wilkinson – doprovodné vokály
- Lou Whitney – basa
- Ron Gremp – bicí
- Bobby Lloyd Hicks – bicí, doprovodné vokály
- D. Clinton Thompson – kytara, perkuse, doprovodné vokály
- Ron Butler – doprovodné vokály
- Nick Sibley – harmonika, doprovodné vokály
- David Byrd – klavír
- Joe Terry – klavír, doprovodné vokály
- Tom Brumley – steel kytara
- Jody Ross – zpěv